# Овертонов прозор
Прозор Овертона (енгл. Overton window), познат и као прозор дискурса (енгл. window of discourse), распон је идеја које ће јавност прихватити. Термин је изведен из презимена творца, Џозефа Овертона, бившег потпредсједника Макино центра за јавну политику, који је у свом опису његовог прозора тврдио да политичка одрживост идеја углавном зависи од тога да ли спадају у прозор, а не од засебне склоности политичара. Према Овертоновом опису, његов прозор обухвата низ политика које се сматрају политички прихватљивим у садашњим условима јавног мњења, које политичар може препоручити без разматрања да ли је сувише екстреман да добије или задржи јавну функцију.

## Преглед
Овертон описује спектар од „више слободе” до „мање слободе” у односу на владине интервенције, оријентисан вертикално на осу. Како се спектар креће или проширује, идеја на датој локацији може постати више или мање политички прихватљивија. Његови степени прихватања јавних идеја отприлике су:
- Незамисливо
- Радикално
- Прихватљиво
- Разумно
- Популарно
- Политика

Овертонов прозор је приступ идентификацији којим идеја дефинише домен прихватљивости у оквиру демократски могуће владине политике. Заговорници политике изван прозора покушавају да убиједе или образују јавност како би се покренуо и/или проширио прозор. Заговорници текућих политика, или неких сличних, у оквиру прозора покушавају да убиједе људе да политика изван ње треба да се сматра неприхватљивом.